# Egidyella arcana
Egidyella arcana är en skalbaggsart som beskrevs av William James Beal och Zhantiev 2001. Egidyella arcana ingår i släktet Egidyella och familjen ängrar. Inga underarter finns listade i Catalogue of Life.